# 布里勒
布里勒 （荷蘭語：Brielle，發音：[ˈbrilə] ⓘ），又称登布里尔（荷蘭語：Den Briel），是荷兰南荷兰省的一个市镇，坐落于福尔讷-皮滕（Voorne-Putten）岛北侧，新马斯河口。面积31.12 km²，其中3.63 km²为水域。荷蘭第一支海軍即在1572年八十年戰爭期間於此地成立。2004年人口15,948。